# The Orville
The Orville este o serie americană de comedie-drama science-fiction creată de Seth MacFarlane. Seria a avut premiera duminică, 10 septembrie 2017. 

## Distribuție și personaje
- Seth MacFarlane - Căpitanul Ed Mercer
- Adrianne Palicki - Comandantul Kelly Grayson
- Penny Johnson Jerald - Doctorul Claire Finn
- Scott Grimes - Locotenentul Gordon Malloy
- Peter Macon - Comandantul locotenent Bortus
- Halston Sage - Locotenent Alara Kitan
- J. Lee - Locotenent (mai târziu locotenent-comandant) John LaMarr
- Mark Jackson - Isaac
- Jessica Szohr - Talla Keyali